# エルサルバドルの世界遺産
エルサルバドルの世界遺産 （エルサルバドルのせかいいさん）はユネスコの世界遺産に登録されているエルサルバドル国内の文化・自然遺産。
※この項目はウィキプロジェクト 世界遺産に準じて作成されています

## 文化遺産
- ホヤ・デ・セレンの考古遺跡 - (1993年)

## 自然遺産
なし

## 複合遺産
なし

## 地域別

### ラ・リベルタ県
- ホヤ・デ・セレンの考古遺跡